# اندرسون وارجائو
اندرسون وارجائو (انگلیسی: Anderson Varejão؛ زادهٔ ۲۸ سپتامبر ۱۹۸۲) بازیکن تیم ملی بسکتبال برزیل و تیم گلدن استیت واریز در اتحادیه ملی بسکتبال (ان بی ای) است.
از باشگاه‌هایی که در آن بازی کرده‌است می‌توان به باشگاه بسکتبال بارسلونا ، کلیولند کاوالیرز و گلدن استیت واریرز اشاره کرد.